# 竹内公輔
竹内 公輔（たけうち こうすけ、1985年1月29日 - ）は、日本のプロバスケットボール選手。B.LEAGUE 宇都宮ブレックス所属。ポジションはパワーフォワード・センター。背番号10。大阪府吹田市出身。男子バスケットボール日本代表。

## 人物
二卵性双生児の弟として竹内譲次がいる。2メートルツインズとして高校時代から注目され、日本男子バスケ界黄金世代の一ついわゆる「竹内世代」としてその名を残す人物。
妻はかつてトヨタ紡織サンシャインラビッツに所属していた梅本（旧姓）恵里。

## 来歴
吹田市立東佐井寺小学校出身。吹田市立佐井寺中学校に入学すると兄弟揃ってバスケ部に入部するも、すぐに"友達が多く所属していた"卓球部に編入部する。卓球では吹田市選抜に選ばれるほどであった。中学3年時SLAM DUNKに影響され、卓球から弟の譲次が所属するバスケ部へ再び入る。つまり本格的にバスケを始めたのはこの14歳の時である。
2000年、弟の譲次とともにスカウトされ京都府の名門である洛南高等学校へ越境入学。同期に横尾達泰がいた。弟の譲次とツインタワーとして活躍し、2002年高校3年時ウィンターカップ2002初優勝、同年高知国体高校男子の部優勝。2002年ジュニア日本代表に選出されている。
2003年、弟の譲次とは別の大学である慶應義塾大学総合政策学部へ進学、慶大バスケ部に所属する。同期に酒井泰滋がいる。同年チームを11年ぶりに関東1部昇格に導き、2004年シーズンは昇格1年目で慶大を関東1部優勝と45年ぶりのインカレ優勝の、いわゆる「二冠」に導き、リバウンド王も獲得した。2005年にリバウンド王を獲得。2006年はインカレ準優勝、リバウンド王および敢闘賞を獲得。特に2007年大学4年時にオールジャパンベスト8に貢献し、準々決勝で弟の譲次のいる東海大学に敗れたものの自身は弟の譲次とともにベスト5に選出された。
ユニバーシアード代表には弟の譲次とともに2003年大学1年から選出。日本代表には2004年大学2年からジェリコ・パブリセヴィッチHCに抜擢され、2006年世界選手権や2006年アジア大会のメンバーに選ばれた。2007年にはU-24日本代表としてユニバ・バンコク大会に出場し、ベスト4入り。
2007年、アイシンシーホース（現シーホース三河）とプロ契約を結び入団。2007-2008のレギュラーシーズンではAvg.1.77でブロックショットリーダーとなり、これらの活躍により弟の譲次とともにJBL新人王、ベスト5に選出された。2008-2009のレギュラーシーズンで、Avg.1.89で2年連続でブロックショットリーダーとなり、MVPを初受賞。翌2009-2010年も2年連続でMVPを受賞、ブロックショット王及びベスト5もルーキーイヤーから3年連続で選出された。
日本代表にも引き続き選出され、2007年アジア選手権/2010年アジア選手権に出場した。2010年7月、NBAサマーリーグにミネソタ・ティンバーウルブズの一員として参加している。
2011年、さらなる成長を目指してトヨタ自動車アルバルク（現アルバルク東京）に移籍。2011-12シーズン、自身初の大怪我を負い離脱したが終盤には復帰し、同シーズンでの優勝に貢献した。ただ以降も怪我を多く経験している。2013年のNBLオールスターに選出されている。
2014年、アイシンや日本代表で共にプレーした佐古賢一が率いるNBLに新たに参入する広島ドラゴンフライズへ移籍、この年にチーム史上初のオールジャパン決勝進出に貢献し自身もベスト5に選出された。PO進出にも貢献したが、PO初戦で右アキレス腱の断裂により離脱した。

## 記録
| シーズン    | チーム     | GP | GS | MPG  | FG%  | 3P%  | FT%  | RPG  | APG | SPG | BPG | TO  | PPG  |
| ----------- | ---------- | -- | -- | ---- | ---- | ---- | ---- | ---- | --- | --- | --- | --- | ---- |
| JBL 2007-08 | アイシン   | 35 |    | 35.3 | .549 | .415 | .719 | 9.7  | 1.1 | 0.8 | 1.8 | 1.2 | 14.3 |
| JBL 2008-09 | アイシン   | 35 |    | 37.7 | .565 | .403 | .805 | 10.0 | 1.1 | 0.6 | 1.9 | 1.6 | 18.3 |
| JBL 2009-10 | アイシン   | 42 |    | 38.0 | .539 | .246 | .661 | 11.0 | 1.2 | 0.8 | 2.0 | 1.6 | 15.8 |
| JBL 2010-11 | アイシン   | 36 |    | 37.2 | .578 | .353 | .741 | 11.0 | 1.6 | 0.6 | 1.8 | 1.8 | 16.8 |
| JBL 2011-12 | トヨタ東京 | 36 |    | 23.3 | .543 | .000 | .727 | 6.8  | 1.2 | 0.5 | 1.2 | 1.1 | 10.6 |
| JBL 2012-13 | トヨタ東京 | 38 |    | 25.2 | .472 | .000 | .605 | 7.2  | 0.9 | 0.7 | 1.0 | 1.2 | 9.3  |
| NBL 2013-14 | トヨタ東京 | 37 | 18 | 21.6 | .607 | .333 | .676 | 6.8  | 0.7 | 0.5 | 0.8 | 0.9 | 10.7 |
| NBL 2014-15 | 広島       | 46 |    | 31.8 | .526 | .357 | .771 | 8.4  | 1.4 | 0.7 | 0.9 | 1.3 | 14.0 |
| NBL 2015-16 | 広島       |    |    |      |      |      |      |      |     |     |     |     |      |

## 個人タイトル・表彰
- JBLプレーオフMVP - 1回（2008年）
- JBLレギュラーシーズンMVP - 2回（2008年、2009年）
- JBL新人王 - 2007年
- JBLベスト5 - 3回（2007年、2008年、2009年）
- JBLブロックショット王 - 3回（2007年、2008年、2009年）
- 天皇杯ベスト5 - 6回（2007年、2009年、2010年、2011年、2012年、2015年）

## ギャラリー

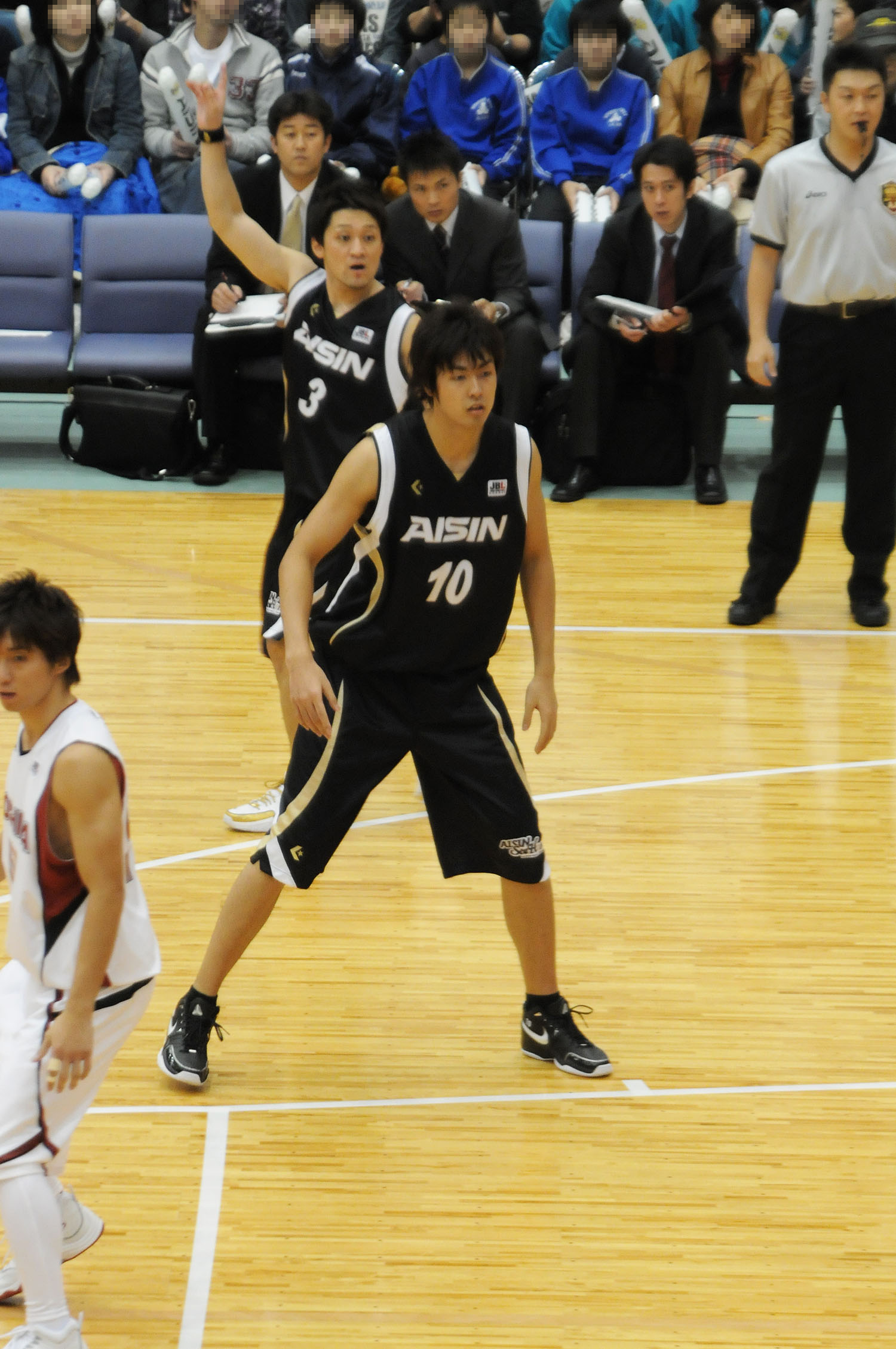
2008年アイシン時代
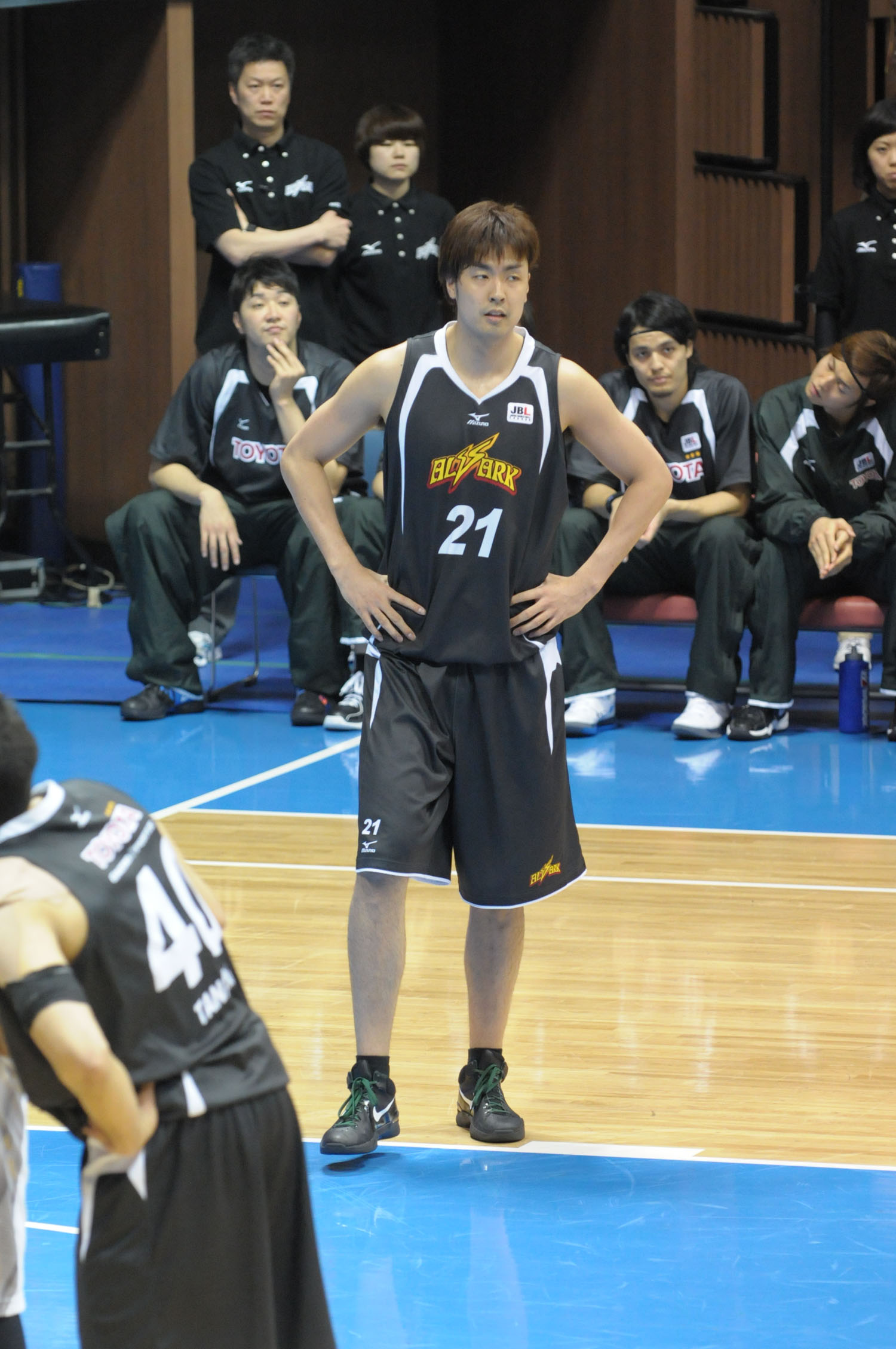
2012年トヨタ時代

## 関連情報
TV出演
- 森田一義アワー 笑っていいとも! , 2007年6月5日 - 弟の譲次と「花より双子」のコーナーに出演し、様々なパフォーマンスを見せた。